# Peter van Oorschot
Peter van Oorschot (Stratum, 10 maart 1727 - Eindhoven, 7 juli 1796) is een voormalig burgemeester van de Nederlandse stad Eindhoven. Van Oorschot werd geboren als zoon van Cornelius van Oirschot en Catharina van Gennep. 
In 1781 en 1782 was hij burgemeester van Eindhoven. Zijn zonen Cornelis van Oorschot en Johannes van Oorschot werden ook burgemeester.
Hij trouwde 1e te Eindhoven op 9 juni 1748 met Johanna Croijmans, dochter van Theodorus Krooymans en Lucia van Vlercken, gedoopt te Stratum op 20 juli 1728, begraven in Eindhoven op 2 februari 1750. 
Hij trouwde 2e te Eindhoven op 11 juli 1756  met Joanna de Leeuw, dochter van Johannes de Leeuw en Maria Nijnens, gedoopt te Heeze op 22 juli 1735, overleden in Eindhoven op 10 april 1772. 